# 日根野弥吉
日根野 弥吉（ひねの やきち、? - 永禄12年1月23日〈1569年2月8日〉）は、戦国時代の武将。日根野弘就や弥次右衛門（盛就）の弟（『改正三河後風土記』）とも、弘就の甥（『徳川実紀』）ともいわれる。

## 生涯
永禄10年（1567年）8月に斎藤龍興が稲葉山城から没落した後（稲葉山城の戦い）、美濃斎藤氏に仕えていた日根野弘就・盛就兄弟は駿河の今川氏に仕えた。永禄11年（1568年）12月27日、徳川家康が今川氏真の籠もる掛川城を攻めているが、その際、弘就に従う日根野源太と鈴木次右衛門が討死している。
永禄12年（1569年）1月16日、徳川家康が再び掛川城を攻める。同月18日、弥吉は弘就や盛弘と共に掛川城から打って出て、徳川方の金丸山砦を攻撃した。この戦いで弥吉ら今川方は金丸山を守る久野宗能の軍を切り崩し、盛り返そうとした岡崎衆も打ち破った。
1月22日の夜、家康の陣を襲うため掛川城から出た今川軍を、徳川軍が伏兵で迎え撃った。この戦いは翌朝まで続き、徳川方からは山家三方を先鋒とする援軍が駆け付けた。『改正三河後風土記』によると、日根野弘就・弥次右衛門・弥吉は勇を励まして命を惜しまず奮戦し、徳川方の林藤左衛門や加藤孫次郎（孫平次）、松下新助らが討死したという。また、松井忠次の家人である岡田竹右衛門元次・石川新兵衛・都築助太夫・左右田与兵らが日根野兄弟と槍を合わせたとされる。
この戦いで、弥吉は討死した。弥吉を討ったのは、水野太郎作清久（正重）とも、大久保忠世ともいう。